# Opera (webböngésző)
Az Opera egy ingyenes, igen kis méretű, több platformon használható internetes tevékenységeket összefogó program: elsősorban egy webböngésző, de ezen kívül tartalmaz beépített levelező klienst, hírolvasó klienst, címjegyzéket, IRC alapú csevegő klienst, RSS és Atom hírolvasót, minialkalmazásokat (widgeteket), valamint hagyományos és BitTorrent alapú letöltésvezérlőt is. Ezek a kiegészítő funkciók mindaddig rejtve maradnak az Operában, amíg a felhasználó nem kezdi el használni valamelyiket.
Az Operát az Opera Software, egy Oslóban jelenleg is működő norvég cég készíti. A böngésző korábban a Presto elnevezésű motorját (rendering engine) használta, később azonban a Google által fejlesztett Blink motorra váltott. Az Opera vezető pozíciót szerzett az okostelefonok és PDA készülékek böngészői között a kis képernyős megjelenítés technológiájának köszönhetően. Az Operát és az Opera Minit C++ nyelven írták.
Az Opera zárt forráskódú, de ingyenesen letölthető és használható program. A jelentősebb böngészőkhöz mérten igen kis méretű – annak ellenére, hogy funkcionalitása sokkal szélesebb körű, magas szinten követi a webes szabványokat. Ezt az irányvonalat jól jellemzi, hogy több alkalmazottja tagja a W3C konzorciumnak. A böngésző biztonság tekintetében is kiemelkedő eredményeket ért el, a többi böngészőhöz képest jóval kevesebb biztonsági hibát fedeztek fel benne, és ezeket is nagyon gyorsan kijavították.
Az Operának léteznek speciális verziói mobiltelefonokra és más eszközökre is. A böngésző mobil változata, az Opera Mini minden Java-képes mobiltelefonon elérhetővé teszi a böngészést, használata ingyenes.

## Történet

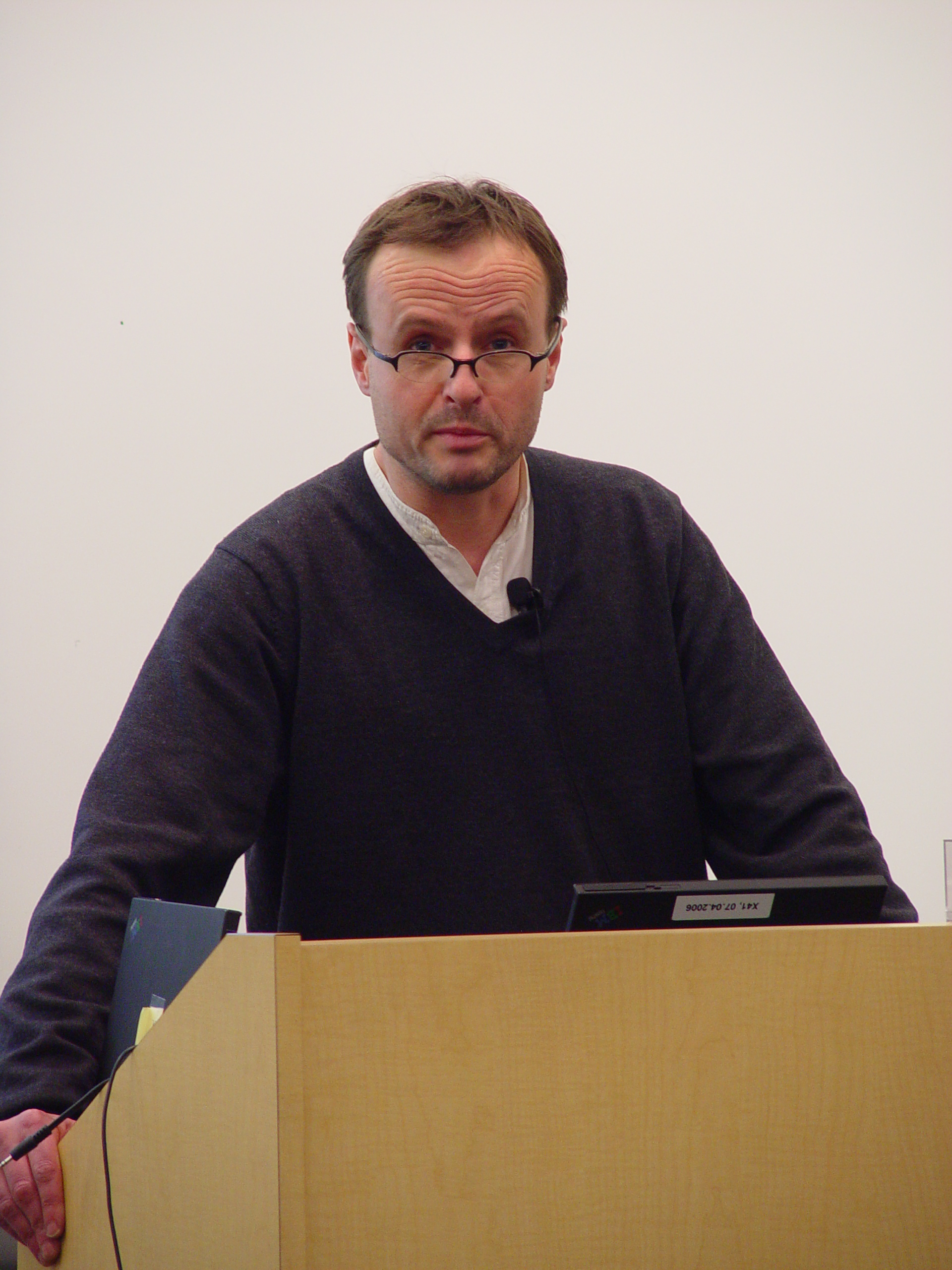
Håkon Wium Lie, technológiai vezető (CTO) az Opera Software-nél, és társ-alkotója a CSS web szabványnak

1992 körül Jon Stephenson von Tetzchner és Geir Ivarsøy a Televerket (jelenleg Telenor) norvég telefonos cégnél dolgoztak egy azóta elhalt, ODA program fejlesztésén. Ez a csoport indította el az első norvég Internet szervert és honlapot 1993-ban, de az akkor elérhető Mosaic böngészőt túl egyszerűnek találták ahhoz, hogy hatékonyan lehessen használni. Ennek fényében a csoport megkezdte egy új böngésző tervezését az alapoktól, melynek fejlesztésébe a Televerket is beleegyezett, így az első prototípus már 1993 végére elkészült. 1994-ben a Televerket állami tulajdonba került, de az Opera fejlesztése tovább folytatódott. 1995 végén megalakult az Opera Software cég, bár továbbra is az azóta Telenor névre váltott anyacég irodáiban dolgoztak. Az eredetileg Multitorg Operaként ismert böngésző az MDI, vagyis a több ablakos felület és az oldalsávok miatt hamar elterjedt.
2003 januárjában jelent meg az Opera 7-es verziója, mely már egy teljesen újraírt, Presto renderelő motort tartalmazott, emiatt a CSS és DOM szabványok támogatása jelentősen javult. Az addigi egyszerű böngésző egy sokfunkciós internetes csomaggá alakult, melynek a felülete így túlságosan zavaró volt az újabb felhasználók számára.
2004 augusztusában jelent meg az Opera 8 első beta változata, akkor még 7.6-os verzióként. Ez továbbfejlesztett XML támogatást, valamint hangvezérlést is tartalmazott. Közben az Opera több más platformon is megjelent, sőt a kisképernyős készülékek piacán vezető pozíciót szerzett, mivel az általa kifejlesztett Illeszkedés funkció a weblapokat sokkal olvashatóbbá tette. 2005 áprilisában jelent meg az Opera 8 végleges változata, amely már tartalmazta az SVG Tiny szabványt és a felhasználói JavaScriptet, valamint egy átrendezett és egyszerűsített kezelőfelületet kapott, ami arra utal, hogy a böngésző célcsoportja a számítógépes szakértők helyett az átlagfelhasználók irányába változott.
2005 szeptemberében az Opera újra üzleti modellt váltott. A 8.5-ös verzió megjelenésével – a többi nagy böngészőhöz hasonlóan – megszüntette a böngésző reklámokkal támogatott verzióját, így már a teljes értékű változatot is regisztráció nélkül, ingyen lehetett használni.
2006 júniusában jelent meg a böngésző 9-es verziója, amely továbbra is ingyenes maradt. Ebben a változatban jelentek meg a minialkalmazások (widgetek). Ezek kis különálló, – de a böngésző motorját használó, – változatos funkciókat megvalósító AJAX alkalmazások. Az Opera 9-ben jelent meg a BitTorrent támogatás és a beépített forráskód-szerkesztő.
2008. június 12-én jelent meg a 9.50-es verzió és jelentős fejlesztéseket foglalt magában, funkciókészlete többek közt az Opera Linkkel, vagyis a könyvjelzők, gyorshívó, személyes sáv és jegyzetek online szinkronizációjának képességével bővült.
Az Opera 9.60 kisebb változásokat tartalmazott, mint RSS előnézet, bővítették az Opera Linket a keresőmotorok és beírt előzmények szinkronizálási lehetőségével. Az Opera Mail is apróbb fejlesztéseken esett át.
2009. június 3-án jelent meg az Opera 10. Ennek a böngészőnek a publikus alfa-verziója teljesítette elsőként az Acid3 tesztet 100/100-ra pixelpontos megjelenítéssel 2009. március 28-án. Fontosabb újításai közé tartozik a Hunspellt használó beépített helyesírás-ellenőrző, a HTML-formázási lehetőségek a levelezőben és az automatikus verziófrissítés. A Presto 2.2.15-ös verziószámú megjelenítőmotor kapott benne helyet, webfont, SVG font, alpha transparency, RGBA és HSLA támogatással, valamint frissült az Opera Dragonfly webfejlesztői eszköze.
2009. szeptember 1-jén jelent meg az Opera 10.10, amelyben helyet kapott az eredetileg az Opera 10 nagy dobásának számító Opera Unite webszerver szolgáltatással egybekötött webalkalmazás API, melynek segítségével nemcsak megoszthatunk néhány kattintással bárkivel több gigabájtnyi adatot anélkül, hogy feltöltenénk azt egy harmadik fél tárhelyére, hanem operás kiegészítőket lehet hozzá írni HTML, CSS, PHP és JavaScript alapokon.
2010. március 2-án jelent meg az Opera 10.50. Az Opera támogatta először a böngészők közül a Windows 7 thumbnail-jeit és a downloadbar-t (nyilván az Internet Explorer után, mivel azt vele együtt adta ki a Microsoft).

## Funkciók
Az Opera gazdag funkciókészlete azonnal elérhető a böngészőben, nincs szükség kiterjesztések használatára. A legtöbb funkció (mint például a levelező, a csevegő vagy a hírolvasó) egészen addig rejtve marad, amíg a felhasználó el nem kezdi használni őket.

### Könnyen használható
Az Opera fejlesztése során mindvégig szem előtt tartotta a kis méret és a gyorsaság megőrzését, valamint a könnyű használhatóságot.
Az Opera böngésző vezette be elsőként az egérmozdulatokat, de a böngésző minden funkciója elérhető a billentyűzetről is. Ezek a funkciók ráadásul testreszabhatóak a felhasználó ízlése szerint.
Az Opera 8 egyik újdonsága az illeszkedés, amely úgy formázza át a weblapokat, hogy azok (oldalirányban) ne lógjanak le a képernyőről, szükségtelenné téve ezáltal a vízszintes görgetősávot. Az Opera egyedülálló nagyításával kombinálva ez a funkció igen hasznos segédeszköz (az Opera a nagyítás során a weblap minden elemét, beleértve a képeket, egyenlő mértékben nagyítja).

### Böngészés füleken
Az Opera jóval a jelenlegi füles böngészők megjelenése előtt támogatta ezt a funkciót, amelyet az MDI több ablakos technológiával keresztezett, így az a szokásosnál is több lehetőséget biztosít. A füles böngészés lehetővé teszi, hogy egyetlen ablakon belül több lapot jeleníthessünk meg. Az Opera a fülek ablakait is képes átméretezni, átrendezni, vagy több Opera ablak között átmozgatni.
Az Opera a böngészés alatt megnyitott oldalakat (és füleket) elmenti, ezért a számítógép lefagyása esetén képes a böngészést ott folytatni, ahol az abbamaradt. A felhasználó maga is elmentheti az aktuális böngészési folyamatot egy ilyen ablakhelyzetbe, és ezt később bármikor visszatöltheti. Egy ablakhelyzet nem csak a megnyitott oldalakat tartalmazza, hanem azok előzményeit és lapon belüli pozíciójukat is.

### Gyorsaság
Az Opera feldolgozási sebesség tekintetében a legjobbak között van, több teszt szerint is a leggyorsabb. Az Opera korábban is a leggyorsabb böngészők közé tartozott, azonban a Sunspider, a Celtic Cane és a V8 2009. márciusi eredményei szerint a Google Chrome, a Safari és részben a Mozilla Firefox is megelőzte, csupán az Internet Explorer maradt le mögötte. Az Opera 10.50 az előző verzióhoz képest nyolcszor gyorsabb, ezzel újra az élvonalba került.
Az Opera a böngészés gyorsítása érdekében folyamatosan tárolja a gyorsítótárban a megnyitott weblapokat, így visszalépéskor az új lap azonnal megjelenik, ráadásul az űrlapokba írt információk sem vesznek el. A véletlenül bezárt lapok és ablakok egy kattintással újranyithatók a képernyő jobb felső sarkában található Bezárt fülek gombra kattintva.
Az Opera volt az első böngésző, amely képes volt a zavaró felugró ablakokat letiltani. Jelenleg az alapbeállítás szerint az Opera minden olyan felugró ablakot blokkol, amelyet nem a felhasználó nyitott meg.

### Testreszabhatóság
Az Opera megjelenése a bőrök használatával egyetlen kattintással, újraindítás nélkül megváltoztatható. A böngészés során az F12 billentyű lenyomásával azonnal elérhetők a legfontosabb beállítások, míg a beállítások menüpont alatt az Opera minden funkciója részletesen testreszabható. Az eszköztárak gombjait és elemeit egyszerűen lehet mozgatni a különböző eszköztárak között. A tapasztaltabb felhasználók átírhatják a billentyűparancsokat, a menüket, és szinte az Opera összes funkcióját.

### Kiterjesztések támogatása
Az Opera 11-es verziójának fő újítása a kiterjesztések (angolul: extensions) támogatása, melyet először 2010. október 21-én, az Opera 11 első publikus alfájával próbálhatott ki a nagyközönség. Induláskor összesen 15 alkalmazásal lehetett tesztelni az új funkciót, és kicsit több, mint egy év múlva, 2012 januárjában lépték át az 1000 darabot.

### Beépített kriptovaluta tárca
Az Androidra és iOS-re fejlesztett Opera böngésző Ethereum-kompatibilis beépített kriptovaluta tárcával rendelkezik. A böngésző-alkalmazással az Ether valután kívül hagyományos ERC-20 tokeneket, és úgynevezett NFT (ERC-721 szabványú) nem helyettesíthető tokeneket is tárolni lehet. Ilyen tokenekre példa a CryptoKitties digitális macskák, illetve más, tulajdonjogot megtestesítő virtuális eszközök.

### Megszűnt funkciók

#### Minialkalmazások (widgetek)
Az Opera 9-es verziójától olyan kis AJAX alkalmazások kaptak helyet a szoftverben, amelyek a böngészőn kívül, de annak motorját felhasználva működnek, és különböző változatos funkciókat valósítanak meg. Ennek előnye, hogy webes nyelveken lehet platformfüggetlen alkalmazásokat készíteni, és futtatásuk feltétele csak a telepített böngésző. A minialkalmazások sosem lettek igazán népszerűek, ezért az Opera bejelentette, hogy a 12.00-es verzióval megszünteti őket.

#### Opera Unite
Az Opera Unite (magyarul Opera Egyesítő) funkció az Opera 10 béta kiadásában jelent meg 2009. június 16-án. Az új funkció segítségével a böngészőt futtató gépünkből tudunk pár kattintással szervert csinálni, vagyis segítségével képeket, jegyzeteket és fájlokat oszthatunk meg másokkal anélkül, hogy előzőleg fel kellene tölteni egy külső szerverre. A Unite funkciói bővíthetők, a hivatalos weblapról telepíthetők hozzá az új eszközök. A Unite sem váltotta be a hozzá fűzött reményeket, ezért az Opera 12.00 verziótól kezdve alapértelmezésben le lettek tiltva és 2012 végén a szolgáltatást leállították.

#### Hangvezérlés
Az Opera 8 egyik újdonsága volt a hangvezérlés, amivel a korlátozott képességű felhasználók (vakok, gyengénlátók vagy mozgáskorlátozottak) akár a hangjukkal is irányíthatták a böngészőt, vagy felolvastathatták vele a weblapokat. Mivel az IBM-mel közös fejlesztés már régen leállt és elavulttá vált, a 12.00-s verziótól nem elérhető a hangvezérlés.

### Szabványok támogatása
Az Opera a legtöbb jelenlegi internetes szabványt támogatja, mint például a CSS2, HTML 4, XHTML 1, HTTP 1.1, DOM2, JavaScript, PNG, SVG, Unicode, és Unicode Bidi.
A HTML5 teszt weboldalán az Opera 24 504/555 pontot ér el.

## Opera developer és Opera beta
A böngésző előzetes és béta verziói folyamatosan jelennek meg, de csak a béta változatok kerülnek fel az Opera oldalára. (Ez alól kivétel az Opera 10 alpha verzió, mert azt 2008. december 4-én bárki számára elérhetővé tették). Az előzetes verziókat és a nyilvános bétákat az Opera Desktop Team blogon teszik közzé.

## Verziótörténet
| Szín  | Jelentés                    |
| ----- | --------------------------- |
| Vörös | Régi kiadás                 |
| Zöld  | Jelenlegi stabil kiadás     |
| Kék   | Jelenlegi bétakiadás        |
| Lila  | Jelenlegi fejlesztői kiadás |

| Verziótörténet | Verziótörténet       | Verziótörténet  | Verziótörténet   | Verziótörténet | Verziótörténet |
| Verzió         | Kiadás dátuma        | Böngészőmotor   | JavaScript-motor | Jelentős változások |                |
| -------------- | -------------------- | --------------- | ---------------- | --- | -------------- |
| 1.0            | 1994. április        | névtelen        | nincs            | Első kiadás |                |
| 2.0            | 1996. április        | névtelen        | nincs            | Első publikus kiadás |                |
| 3.0            | 1997. december 31.   | névtelen        | nincs            | JavaScript támogatás |                |
| 3.5            | 1998. november       | Elektra         | nincs            | CSS támogatás |                |
| 3.6            | 1999. május 12.      | Elektra         | nincs            | Hibajavítások |                |
| 4.0            | 2000. június 28.     | Elektra         | Linear A         | E-mail kliens, platformfüggetlen |                |
| 5.0            | 2000. december 6.    | Elektra         | Linear A         | ICQ és OS/2 támogatás |                |
| 6.0            | 2001. november 29.   | Elektra         | Linear A         | Unicode, SDI és MDI támogatás |                |
| 7.0            | 2003. január 28.     | Presto 1.0      | Linear B         | Új kinézet, DOM és jobb CSS támogatás, Mac OS 9 nem támogatott |                |
| 7.5            | 2004. május          | Presto 1.0      | Linear B         | Új kinézet |                |
| 7.6            | 2004.                | Presto 1.0      | Linear B         | Voice XML támogatás, átméretezhető weboldalak |                |
| 8.0            | 2005. április 19.    | Presto 1.0      |                  | SVG és jobb JavaScript támogatás |                |
| 8.5            | 2005. szeptember 20. | Presto 1.0      | Linear B         | Biztonsági javítások |                |
| 9.0            | 2006. június 20.     | Presto 2.0      |                  | MHTML, XLS és jobb SVG támogatás, Widget használat, BitTorrent kliens |                |
| 9.1            | 2006. december       | Presto 2.0      | Linear B         | Csalás elleni védelem, adathalász weboldalak felismerése |                |
| 9.2            | 2007. április        | Presto 2.0      | Linear B         | Gyorshívó bevezetése |                |
| 9.5            | 2008. június 12.     | Presto 2.1      | Futhark          | Jobb CSS, SVG, APNG, MathML és HauteSecure támogatás, új kinézet, szinkronizálás |                |
| 9.6            | 2008. október        | Presto 2.1.1    | Futhark          | Javított Opera Link és Opera Mail |                |
| 10.0           | 2009. szeptember 1.  | Presto 2.4      | Futhark          | Helyesírás-ellenőrzés, RGBA és HSLA támogatás, Opera Turbo |                |
| 10.50          | 2010. február        | Presto 2.5.24   | Carakan          | Új JavaScript motor és grafikus háttér |                |
| 10.60          | 2010. június         | Presto 2.6.30   | Carakan          | WebM támogatás, AVG malware védelem |                |
| 11.0           | 2010. december 16.   | Presto 2.7.62   | Carakan          | Kiterjesztések kezelése |                |
| 11.10          | 2011. április 12.    | Presto 2.8.131  | Carakan          | Jobb Opera Turbo, megújult gyorshívó |                |
| 11.50          | 2011. június 28.     | Presto 2.9.168  | Carakan          | jelszó szinkronizáció, gyorshívó kiegészítők, Opera Next telepítő a fejlesztői verziókhoz, HTML5: dataset, Session history, time elem támogatás |                |
| 11.60          | 2011. december 6.    | Presto 2.10.229 | Carakan          | HTML5 Parser (Ragnarök), megújult levelező kinézet, "csillag" menü, teljes ECMAScript 5.1 támogatás |                |
| 12.00          | 2012. június 14.     | Presto 2.10.289 | Carakan          | kísérleti GPU gyorsítás és WebGL támogatás, WebRTC (webkamera) támogatás, 64 bit támogatás, új témák, HTML5: Drag and Drop, Do Not Track és Paged Overflow támogatás, megszűnt az Opera Unite, Opera Widgets és a felolvasó funkció |                |
| 12.10          | 2012. november 6.    | Presto 2.12.388 | Carakan          | SPDY támogatás és DNS előtöltés, ICC színprofilok, jobb Windows 8 és OS X támogatás, HTML5: Fullscreen és Screenshot API, teljes CSS Flexbox implementáció |                |
| 15.0           | 2013. július 2.      | Blink 537.36    | V8 3.18.5.9      | új WebKit alapú Blink böngésző motor, új felhasználói felület, jobb oldal kompatibilitás, automatikus frissítések, kombinált cím és keresősáv, továbbfejlesztett gyorshívó, új gyűjtőlap funkció, új felfedezés funkció, „Rally” mód |                |
| 16.0           | 2013. augusztus 27.  | Blink 537.36    | V8 3.19.18.19    | Geolocation API, űrlap autokitöltő, Windows 7/8 jump-list támogatás, opera:flags (kísérleti funkciók) |                |
| 17.0           | 2013. október 8.     | Blink 537.36    | V8 3.20.17.13    | fülek rögzítése, program indítási opciók (előző munkamenet folytatása, gyorshívó, vagy előre beállított oldalak), saját keresők, újabb kiegészítő API-k (bookmarks, commands, webNavigation) |                |
| 18.0           | 2013. november 19.   | Blink 537.36    | V8 3.21.18.7     | mikrofon és kamera támogatás (getUserMedia és webRTC), saját kereső készítése a keresőmezőbe jobb gombbal kattintva, fülek mozgatása az ablakok között, témázhatóság |                |
| 19.0           | 2014. január 28.     | Blink 537.36    | V8 3.22.24.10    | könyvjelzősáv, témakészítő, haladó és "power user" beállítások, szinkronizálás |                |
| 20.0           | 2014. március 4.     | Blink 537.36    | V8 3.23.17.13    | weboldalak mozgatása a fülsáv, a könyvjelzősáv és a gyorshívó között, a főmenübe külön menüpontokként bekerült a gyorshívó, a gyűjtőlap és a felfedezés, átméretezhető gyorshívó elemek, a címsáv bal oldalán egy törött lakat jelzi, ha az adott oldal tanúsítványa érvénytelen                                                                              |                |
| 21.0           | 2014. május 6.       | Blink 537.36    | V8 3.24.35.22    | teljes URL mutatása a címsorban, a grafikus felhasználói felület hardveres gyorsítását lehetővé tévő Aura |                |
| 22.0           | 2014. június 3.      | Blink 537.36    | V8 3.25.28.16    | csendes frissítés, áttervezett frissítési mechanizmus |                |
| 23.0           | 2014. július 15.     | Blink 537.36    | V8 3.26.31.8     | a címmező jobb szélén a korábbi gyűjtőlap és gyorshívó ikonok helyett egyetlen ikon jelent meg, a címmező bal szélén megjelent egy újabb ikon típus, amit akkor látunk, ha a biztonságos (HTTPS) kapcsolatot használó weboldal nem biztonságos (HTTP) kapcsolaton keresztül is le akar valamit tölteni, témák és kiegészítők lapokon megjelent egy keresőmező |                |
| 24.0           | 2014. július 15.     | Blink 537.36    | V8               | |                |
| 25.0           | 2014. július 15.     | Blink 537.36    | V8               | |                |
| Verzió         | Kiadás dátuma        | Böngészőmotor   | JavaScript-motor | Jelentős változások |                |

Megjegyzések:
- A korábbi fejlesztői változatok nem szerepelnek a táblázatban, csak mindig az aktuálisak.

## Legújabb verziók
Az Opera jelenleg a következő platformokon érhető el, az alábbi verziókban:
| Jelölések      | Jelölések |
| -------------- | --------- |
| Támogatott     |           |
| Nem támogatott |           |

| Operációs rendszer  | Operációs rendszer  | Legfrissebb verzió          |
| ------------------- | ------------------- | --------------------------- |
| Windows             | XP–8.1              | 30.0                        |
| Windows             | 2000                | 12.02                       |
| Windows             | 95/98/Me/NT 4.0     | 10.63                       |
| Windows             | 3.x                 | 3.62                        |
| OS X                | 10.6–10.10          | 30.0                        |
| OS X                | 10.5                | 12.16                       |
| OS X                | 10.4                | 11.10                       |
| OS X                | 10.4–10.5 (PowerPC) | 10.63                       |
| OS X                | 10.3                | 10.10                       |
| OS X                | 10.2                | 8.54                        |
| OS X                | 10.0–10.1           | 7.54u2                      |
| Mac OS              | 9                   | 7.54u2                      |
| Mac OS              | 8                   | 6.03                        |
| Linux               | Linux               | 30.0                        |
| Android             | Android             | 30.0                        |
| FreeBSD             | FreeBSD             | 12.11                       |
| Solaris             | Solaris             | 10.11                       |
| OS/2 és eComStation | OS/2 és eComStation | 5.12                        |
| QNX                 | QNX                 | 5.2.1 (stable) 6.01b (beta) |
| BeOS                | BeOS                | 3.62                        |

Az Opera számos mobiltelefont és táblagépet is támogat, melyek listáját a hivatalos weboldalon teszik közzé.
Támogatott operációs rendszerek listája:
Windows:
- Windows 7 sp0(az összes kiadás) 32/64bit
- Windows 7 sp1(az összes kiadás) 32/64bit
- Windows 8 sp0(az összes kiadás) 32/64bit
- Windows 8.1 sp0(az összes kiadás) 32/64bit
- Windows 10 sp0(az összes kiadás) 32/bit
Mac OS (OS X) :
10.6 és a felett támogat minden OS X verziót.
Linux:
- Ubuntu
- Linux Mint
a hivatalos linux támogatási lista megtalálható a(z) https://www.opera.hu/ oldalon.
Android:
Android 4.4 és a felett minden Android verziót támogat.
IOS:
7.0 és a felett minden IOS verziót támogat.

### Támogatott nyelvek
Az Operának az angol (amerikai), valamint a nemzetközi telepítőcsomagját lehet letölteni. A nemzetközi az alábbi 55 nyelv 61 nyelvváltozatát tartalmazza: angol (brit és amerikai), afrikaans, arab, azeri, belarusz, bengáli, bolgár, cseh, dán, észt, finn, francia (franciaországi és kanadai), fríz, görög, grúz, héber, hindi, holland, horvát, indonéz, japán, kazak, kínai (hagyományos és egyszerűsített), koreai, lengyel, lett, litván, macedón, magyar, maláj, montenegrói, német, norvég (bokmål és nynorsk), olasz, orosz, pandzsábi, perzsa, portugál (portugáliai és brazíliai), román, skót gael, spanyol (nemzetközi és hagyományos), svéd, szerb, szlovák, szuahéli, tagalog, tamil, thai, telugu, török, ukrán, urdu, üzbég, vietnámi és zulu nyelven.

#### Korábbi változatok
Az Opera 11.00-s és 12.00-s változata továbbfejlesztett nyelvi támogatás hozott, ezzel lehetővé téve a fordítások jelentős bővülését. Előtte a fríz, grúz, hindi, tamil és telugu nyelvi változat használatához külön nyelvi telepítőfájlt kellett letölteni, afrikaansul csak a 9.27-es változat volt elérhető, pandzsábi nyelven a 9.02-es, thaiul a 8.54-es, írül a 7.54-es, valamint északi számiul, galiciaiul, héberül, izlandiul, románul, skótul, szlovénül és walesiül pedig csupán a 6.06-os. Sokáig magyar nyelvű verziók sem jelentek meg folyamatosan, magyarításokat viszont mindig kiadtak a hivatalos angol verziókhoz, így teljes egészében magyar nyelven lehetett használni a böngészőt.

## Az Opera licence, gépigénye
Az Opera zárt forráskódú szoftver, viszont az asztali változata ingyenesen letölthető. A 8.5-ös verzió előtt két változatban lehetett használni: ingyenesen, de reklámokkal támogatva, vagy regisztrációt követően reklámok nélkül. A 8.5-ös verzió óta a regisztráció megszűnt, és nincsenek többé reklámok a böngészőben.
Az Opera gépigénye:
- Legalább Windows 7 sp0 (A Windows XP/Vista nem támogatott a 36-os verzió után!!!)
- Minimum 1ghz-es Processzor(a gördülékeny futtatáshoz, és videó lejátszáshoz ajánlott legalább egy 2-4 magos 2ghz-es cpu)
- Legalább 256mb videoRAM DirectX 9, 3D gyorsítás támogatással(a gördülékeny futtatáshoz,és videók lejátszásához ajánlott legalább 1GB videoRAM)
- 1GB RAM(a gördülékeny futtatáshoz legalább 4GB RAM)
- Legalább 300mb szabad hely a háttértáron

### Reklámok és regisztráció
A régebbi verziókban kétfajta reklám közül lehetett választani:
- állandó méretű, véletlenszerűen válogatott grafikus reklámblokk a böngésző jobb felső sarkában
- kisebb, szöveges reklám, amely a Google Ad-Words programján keresztül a böngészéshez kapcsolódó reklámokat jelenített meg

A regisztrált programhoz kiemelt terméktámogatást is járt. A diákok számára a fejlesztők kedvezményes regisztrációs lehetőséget biztosítottak, az oktatási intézmények pedig ingyen kaphattak licencet. A magánfelhasználók egy promóciós programban való részvétellel juthattak ingyenes licenchez. A regisztráció során kapott licenc érvényessége egy háztartáson belül minden számítógépre és minden operációs rendszerre kiterjedt.
Az Opera 2005 augusztusában, a 10. születésnapja alkalmából ingyen licencet adott minden érdeklődőnek egy napon keresztül, majd nem sokkal később a szoftvert is ingyenessé tette.
Jelenleg[mikor?] a böngésző tartalmaz egy beépített reklámblokkolót is, melyet teljesen ingyenesen, bővítmények nélkül használhatunk.

## Kritikák
Az Opera legnagyobb kritikája 2005 őszéig, a 8.5-ös verzió megjelenéséig az volt, hogy az ingyenes verziót reklámokkal tartották fenn, míg más böngészők ingyenesek és reklámmentesek. Ez azonban már a múlté, hiszen az említett verzió megjelenése óta teljesen ingyenes és reklámmentes az Opera.
Kifogásolni szokták még a forráskód zártságát is, ez azonban kevésbé indokolt, mivel a felmerülő hibákat mindig pár napon belül orvosolták javítócsomaggal, amellett a zárt forráskód is szerepet játszik a biztonságosság fenntartásában.

## Díjak
Az évek során, az Opera a személyi számítógépekre készített változata számos díjat nyert. Ezek a díjak a következők:
- About.com Best Major Desktop Browser – 2012[25]
- About.com Best Major Desktop Browser – 2010[26]
- Webware 100 győztes (100 winner), 2009[27]
- Webware 100 győztes (100 winner), 2008[28]
- PC World World Class Award, 2004 és 2005
- Web Host Magazine & Buyer's Guide szerkesztők választása (Editors' Choice)
- PC Magazine Testsieger (Test Winner), 2006
- PC Plus Performance Award
- PC World Best Data Product, 2003
- PC World Best i Test, 2003
- Web Attack Editor's Pick, 2003
- ZDNet Editor's Pick, 2000
- Tech Cruiser Award 4 Excellence, 1999